# Sesquilé (ort)
Sesquilé är en ort i Colombia.   Den ligger i departementet Cundinamarca, i den centrala delen av landet, 60 km nordost om huvudstaden Bogotá. Sesquilé ligger 2 591 meter över havet och antalet invånare är 1 876. Den ligger vid sjön Embalse de Tominé.
Terrängen runt Sesquilé är kuperad. Runt Sesquilé är det ganska glesbefolkat, med 32 invånare per kvadratkilometer. Närmaste större samhälle är Tocancipá, 15,5 km sydväst om Sesquilé. Trakten runt Sesquilé består i huvudsak av gräsmarker.